# Xanthomonas ampelina
Lo Xanthomonas ampelina (Panagopoulos, 1969) 
(sin.: Erwinia vitivora, Xylophilus ampelinus) è una specie di batterio  classificato come gram negativo ed è l'agente infettivo, che, nelle cultivar di vitis vinifera, causa una malattia nota con il nome di "mal nero della vite".
Questo batterio è disponibile presso la NCPPB nel Regno Unito e presso altre collezioni colturali internazionali, come la ICMP in Nuova Zelanda e la LMG in Belgio.

## Storia
Il ceppo tipo fu isolato il 5 marzo 1966 da C.G. Pangapoulos da Vitis vinifera var. Sultana in Grecia e fu depositato presso la NCPPB nel 1968, da dove è stato poi distribuito ad altre raccolte colturali come materiale di riferimento e diagnostico.